# Lo Scoglio
Lo Scoglio è un'isola dell'Italia, in Calabria.
Amministrativamente appartiene a San Lucido, comune italiano della provincia di Cosenza.